# Иосифиди, Александра Александровна
Алекса́ндра Алекса́ндровна Иосифи́ди (род. 30 июля 1977, Ленинград) — российская артистка балета, заслуженная артистка России (2009), дипломант международного конкурса Vaganova-Prix.

## Биография
В 11 лет поступила в Академию русского балета имени А. Я. Вагановой (класс Нины Сахновской), где училась в течение восьми лет. Из-за слишком высокого роста (около 182 сантиметров) на последних курсах академии испытывала определённые проблемы; в дальнейшем исполняла только сольные партии. Ещё до окончания академии стала дипломанткой конкурса Vaganova-Prix, выполнив четыре вариации, в том числе Одиллии и Дианы, рассчитанные на виртуозную технику.
В 1995 году была принята в балетную труппу Мариинского театра, в составе которой гастролировала в Германии, Великобритании, Франции, Италии, Испании, США, Бразилии, Японии. Принимала участие в Международном фестивале Dance Open, Международном фестивале балета в городе Чебоксары. В 2007 году танцевала в балете «Весна священная» на сцене Римского оперного театра, а в 2009 году на той же сцене — партию Клеопатры в одноимённом балете Михаила Фокина (обновления Вячеслава Хомякова). Снималась в балете «Весна священная» для DVD, «Стравинский и Русский балет» (Выпуск Мариинского театра к 100-летию «Русских сезонов»).
3 ноября 2009 года указом Президента РФ в Санкт-Петербурге среди других награждена званием заслуженной артистки России.